# Výroční trh
Výroční trh (německy Jahrmarkt, odtud časté české jarmark) je ekonomicko-společenská akce pořádaná na základě privilegia uděleného panovníkem, který je většinou uděloval při povyšování vesnice na městečko. Trh se konal nejprve jednorázově (například kolem Velikonoc), v období, jež stanovovalo dané privilegium, ale délka konání trhu dosahovala třeba i jednoho týdne. Později se „výroční trhy“ konaly i několikrát ročně, např. podle kalendáře na rok 1929 v Bastianperku 2x, ve Frimburku 3x, v Georgswalde 4x, v Červeném Kostelci 5x, v Německém Brodě („vesměs VDK“) 12x, v Hořepníku („vesměs D“) také 12x, v Kirchenbirku (D nebo VD) 12x, v Herálci (D) 15x, v Kynšperku and Ohří (D nebo V) 28x apod. (Ve starých kalendářích se zkratkou D označovaly trhy s dobytkem, K s koňmi, KD s dobytkem a koňmi, VD se zbožím a dobytkem a VDK se zbožím, dobytkem a koňmi.) Vedle toho zkratka L znamenala trhy na len, P přízi, V na vlnu a sp. spolu.

## Charakteristika
Trhů se účastnili i obchodníci přijíždějící na něj z větších vzdáleností či nabízející běžně nedostupné zboží (třeba látky, stuhy, pentle potřebné pro dívčí kroje, dále kožišníci, obuvníci, řešetáři a další). Tím se odlišoval od týdenních trhů, které se konaly pravidelně vždy některý den v týdnu (v Hroznové Lhotě to například bylo každé úterý) a nabízelo se na nich spíše zboží denní potřeby (potraviny a podobně). Výroční trhy navštěvovaly také různé potulné atrakce, jako bylo lidové a loutkové divadlo, artisté, medvědáři nebo potulní malíři.
Větší obchody se na výročním trhu domlouvaly v hospodě a větší, dobře provedené transakce se zde také zapily, čemuž se říkalo litkup či aldamáš.